# Wyścig Europy WTCC 2008
Wyścig Europy WTCC 2008 – dziewiąta runda w sezonie 2008 w World Touring Car Championship. Wyścigi odbyły się 21 września na torze Autodromo Enzo e Dino Ferrari w Imoli we Włoszech. W pierwszym wyścigu zwyciężył Yvan Muller z SEAT Sport, a w drugim James Thompson z N.Technology.

## Wyniki

### Sesje treningowe
| Sesja | Nr | Kierowca          | Zespół       | Samochód            | Czas     | Okr. | Źródło |
| ----- | -- | ----------------- | ------------ | ------------------- | -------- | ---- | ------ |
| 1     | 3  | James Thompson    | N.Technology | Honda Accord Euro R | 1:55,650 | 10   | [ 1 ]  |
| 2     | 8  | Gabriele Tarquini | SEAT Sport   | SEAT León TDI       | 1:54,990 | 12   | [ 2 ]  |

### Kwalifikacje
| Poz. | Nr | Kierowca       | Zespół     | Samochód      | Czas     | Okr. | Źródło |
| ---- | -- | -------------- | ---------- | ------------- | -------- | ---- | ------ |
| 1    | 10 | Rickard Rydell | SEAT Sport | SEAT León TDI | 1:54.761 | 10   | [ 3 ]  |

### Wyścig 1

#### Najszybsze okrążenie
| Nr | Kierowca       | Zespół       | Samochód            | Czas     | Okr. | Źródło |
| -- | -------------- | ------------ | ------------------- | -------- | ---- | ------ |
| 15 | James Thompson | N.Technology | Honda Accord Euro R | 1:55,388 | 3    | [ 4 ]  |

### Wyścig 2

#### Najszybsze okrążenie
| Nr | Kierowca       | Zespół     | Samochód      | Czas     | Okr. | Źródło |
| -- | -------------- | ---------- | ------------- | -------- | ---- | ------ |
| 18 | Tiago Monteiro | SEAT Sport | SEAT León TDI | 1:55,592 | 11   | [ 5 ]  |

### Producenci
Źródło: oficjalna strona WTCC
| Poz. | +/- | Producent | Starty | Punkty |
| ---- | --- | --------- | ------ | ------ |
| 1    |     | SEAT      | 9      | 241    |
| 2    |     | BMW       | 9      | 207    |
| 3    |     | Chevrolet | 9      | 177    |
| 4    |     | Honda     | 7      | 42     |
| Poz. | +/- | Producent | Starty | Punkty |